# Piton Rouge (Le Tampon)
Pour les articles homonymes, voir Piton Rouge.
Le piton Rouge est un sommet de montagne de l'île de La Réunion, département d'outre-mer français dans le sud-ouest de l'océan Indien. Culminant à 1 926 mètres d'altitude, il est situé à l'extrémité nord est du plateau de la plaine des Cafres. Ce faisant, il relève de la commune du Tampon. Un sentier de grande randonnée, le GR R2 passe en son sommet.

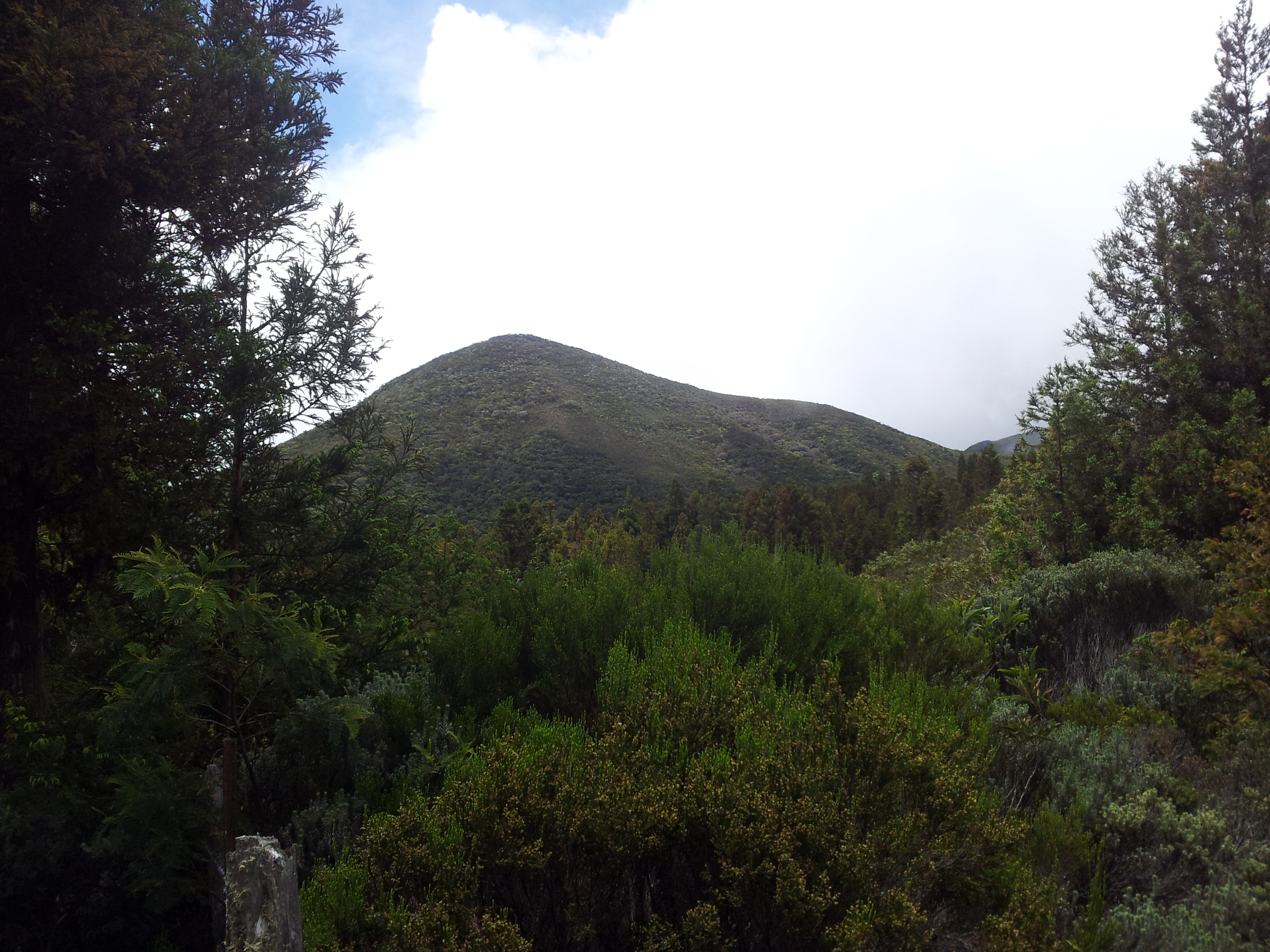
Le piton Rouge vu depuis la forêt du piton Guichard
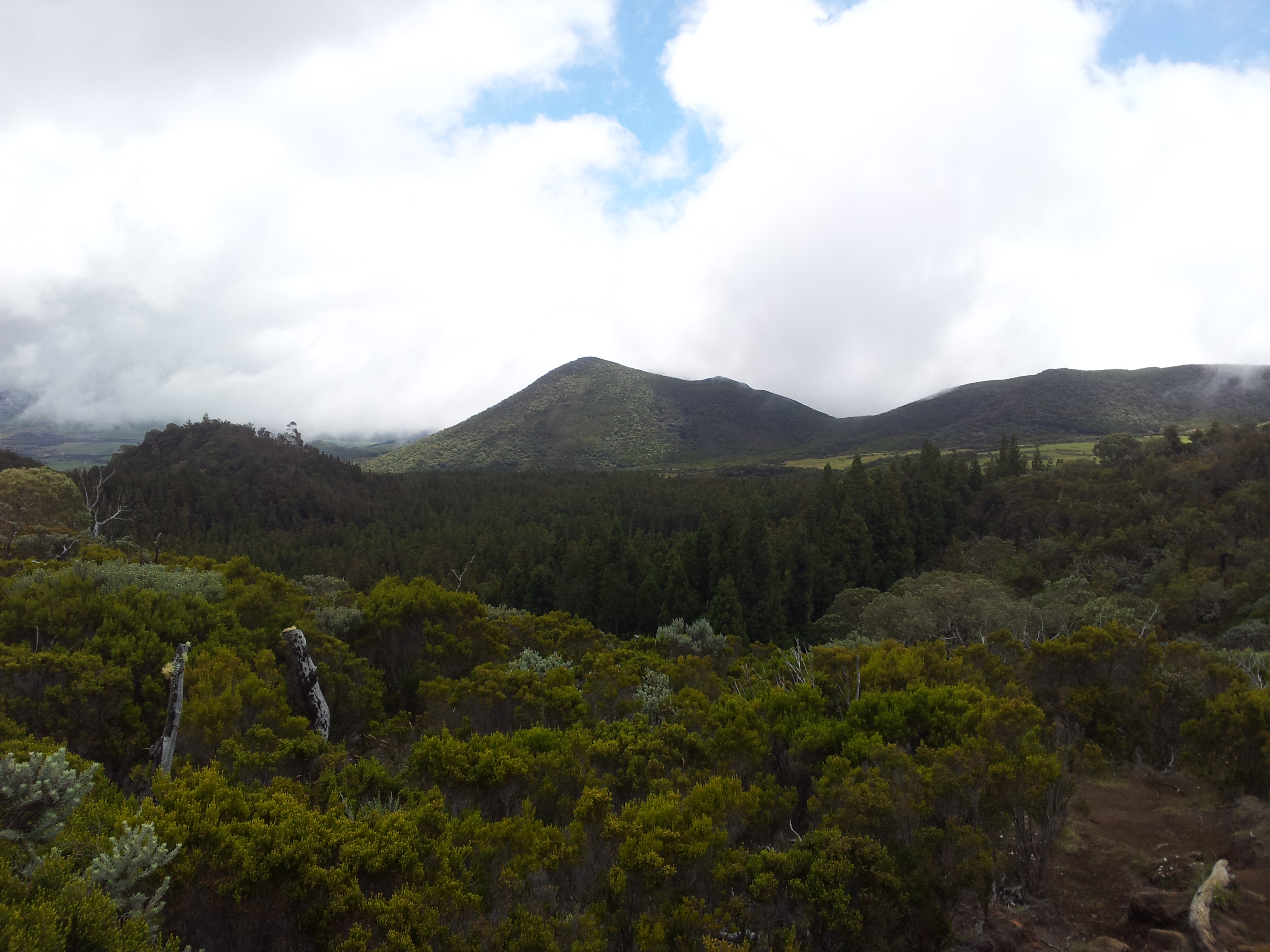
Le piton Rouge au centre vu depuis le sentier des Trous Blancs
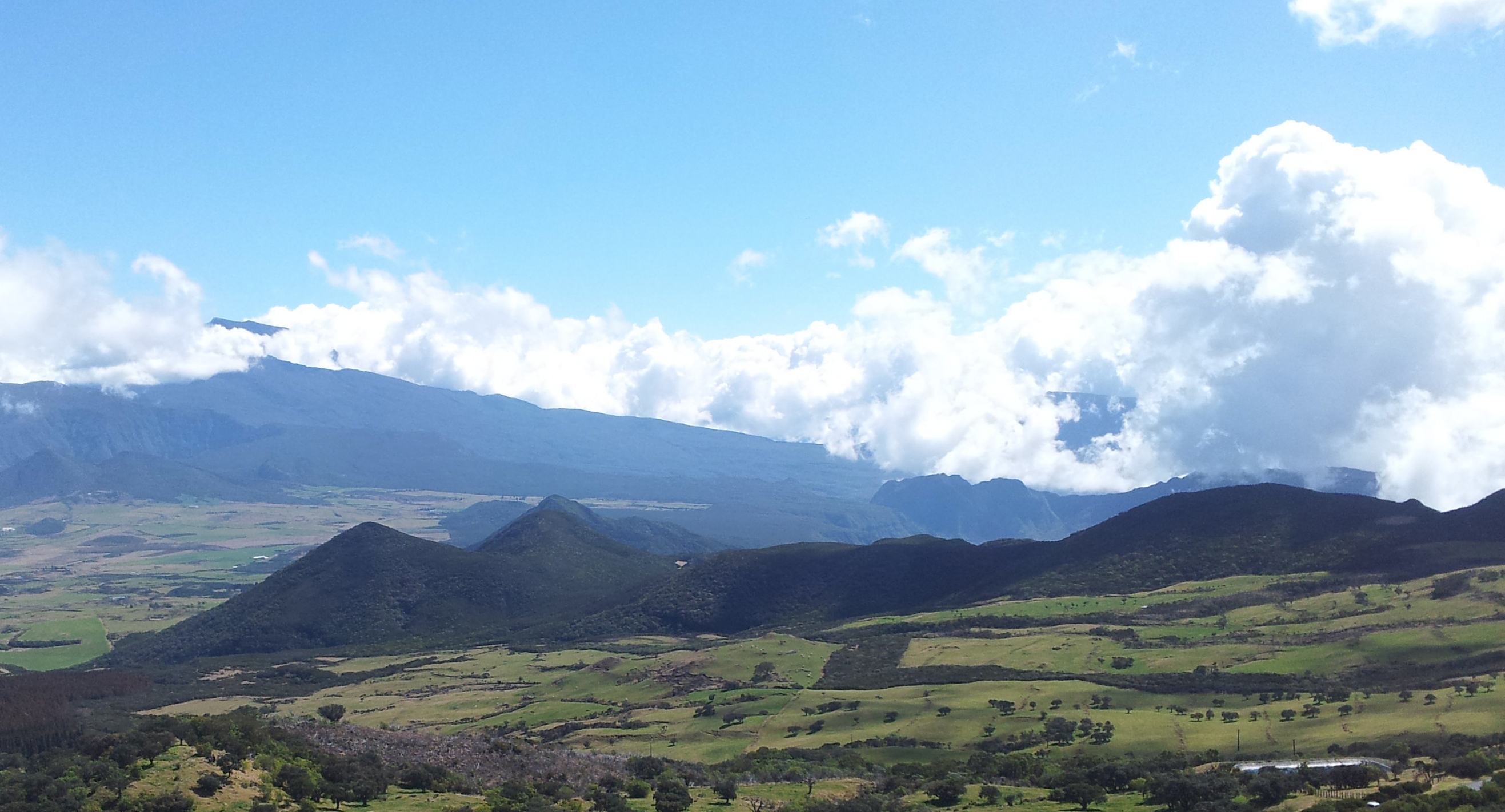
Vue du piton Rouge, au centre à gauche.